# Ett sista race
Ett sista race (lit. ‘Una última cursa’) és una pel·lícula de comèdia i d'acció sueca del 2023, dirigida per Edward af Sillén, coguionada per Sillén amb David Hellenius i Lars Vasa Johansson, i protagonitzada per David Hellenius, Elsa Öhrn i Malin Åkerman.

## Argument
En Dennis és una llegenda de les curses il·legals. Quan s'adona que ha desatès el seu matrimoni i la criança de la seva filla Hanna, que ara té 16 anys, decideix assentar-se i començar a viure una vida responsable i tranquil·la. Però la seva transformació es veu interrompuda quan descobreix que la Hanna participarà en una cursa amb el seu nou xicot Charlie. Per tal d'aturar-la, ell i la seva exdona Tove emprenen un viatge per a retornar la Hanna a casa seva.

## Repartiment
- David Hellenius com a Dennis
- Elsa Öhrn com a Hanna
- Malin Åkerman com a Tove
- Jonas Karlsson com a TT
- Johan Glans com a Claes
- Johan Ulvesson com a La flor
- Peter Dalle com a Leffe
- Sara Soulié com a Fosc
- Ola Forssmed com a Steffe
- Malte Gårdinger com a Charlie
- Sissela Kyle

## Producció
Va ser produïda per Stefan H. Lindén per a l'empresa SF Studios, en coproducció amb Film i Väst, C More / TV4 i Filmpool Nord, i el suport de l'Institut del Cinema Suec. El rodatge va començar el maig del 2022 a Västra Götaland, Gråbo i Norrbotten.
El guió està basat en el reeixit film noruec Børning i la seva seqüela.

## Estrena
N'està prevista l'estrena a les sales cinematogràfiques de Suècia el desembre del 2023 a través d'SF Studios.